# Sarge Steel
Sarge Steel è un personaggio detective/spia pubblicato dalla Charlton Comics durante gli anni sessanta. Dato che fu pubblicato durante la linea di supereroi Action Heroes della Charlton, che aveva allentato la presa su alcuni, è a volte inserito in quel gruppo. Fu acquistato dalla DC Comics insieme agli altri personaggi di "Action Heroes".
Sarge (forma breve di "Seargent", Sergente) Steel aveva la mano sinistra meccanica. Come Dick Giordano affermò nelle pagine editoriali di L.A.W. n. 4, fu creato da Pat Masulli, e successivamente fu disegnato da Joe Gill e dallo stesso artista Dick Giordano.

## Charlton Comics
Sarge comparve per la prima volta in una sua serie, Sarge Steel n. 1 (dicembre 1964). La sua serie durò fino al n. 8, quando fu rinominata Secret Agent, e cancellata con il n. 10 (ottobre 1967). Dopo di ciò, la serie continuò in Judomaster dal n. 91 al n. 98. Sarge comparve poi in alcune pubblicità per l'autodifesa in Fightin' 5 n. 34 e 37, nelle storie Sentinels in Peter Cannon e Thunderbolt n. 56 e 58 come loro contatto nella CIA.
I suoi nemici comprendevano personaggi come "La Lince", "Ivan Crunch", "Teschio Sorridente" (un criminale nazista che si batté con Judomaster durante la Seconda guerra mondiale), Wernwe Von Wess, Mr. Ize, e molti altri.
Sarge fu originariamente un investigatore privato, che spesso si trovava coinvolto in "casi da spia", e nel n. 6 divenne un "Agente Speciale". L'ultimo numero fu intitolato Secret Agent, anche se la Gold Key Comics pubblicò pure un fumetto dello stesso titolo nel 1967 basato sulla serie televisiva Danger Man.

## DC Comics
Nella DC Comics, Sarge fu messo a capo delle agenzie governative statunitensi che si occupavano di attività "super umane" da molti anni. Fu teoricamente il capo della piccola agenzia nominata CBI (Central Bureau of Intelligence), che includeva anche King Faraday, e i due noti agenti di questi, Richard Dragon e Ben Turner. Fu infine descritto come il Segretario del Gabinetto Federale degli Affari Metaumani (dandogli controllo su agenzie come la Suicide Squad).
Durante questo tempo, il criminale manipolatore e a forma di verme chiamato Mr. Mind fu messo nelle mani di Sarge. Mr. Mind prese il controllo di Sarge Steel, nascondendosi all'interno della sua mano meccanica al fine di sfuggire alla detenzione super umana. Controllando Steel, Mind causò la devastazione nucleare nella città americana del Midwest di Fairfield. Sebbene i super umani tentarono di limitare i danni dell'esplosione nella città, morirono molte persone.
Successivamente, Lex Luthor fu eletto Presidente. Luthor nominò Amanda Waller suo successore finché non fu rimesso in carcere durante gli eventi di Superman/Batman: Public Enemies.
Da lì in poi, Steel riassunse la sua carica nel Gabinetto come membro della Horne Administration. È attualmente in carica insieme a Nemesis e Diana Prince come parte del Dipartimento degli Affari Metaumani. Durante il suo periodo in questa società, la criminale Circe rapì Steel, lo legò, gli sigillò le labbra, lo chiuse in un armadio, e lo rimpiazzò con il mutaforma Everyman. Usando la spinta di Steel nell'agenzia, Circe ed Everyman aiutarono alla riuscita degli eventi di Amazons Attack.
Alla fine, Steel fu liberato, ma espresse i suoi dubbi a proposito delle motivazioni di Wonder Woman, domandandosi se approvava la causa Amazzone, da lui percepita come danneggiante e pericolosa. Azzeccò l'intesa amorosa tra Nemsis e Wonder Woman, e decise di tenerli costantemente sotto sorveglianza.
Recentemente, Sarge Steel è stato visto comporre un saggio accusando grandi figure femminili di essere spie amazzoni. Fu rivelato che durante la sua prigionia sotto la sorveglianza di Circe, il Dottor Psycho giocò con la sua mente, incrementando la sua natura sospettosa. Infine decise anche di scambiare il suo corpo con quello di Steel.